# Defant-Gletscher
Der Defant-Gletscher ist ein bis zu 3 km breiter Gletscher an der Black-Küste des Palmerlands auf der Antarktischen Halbinsel. Er fließt in ostnordöstlicher Richtung zum westlichen Abschnitt des Violante Inlet.
Wissenschaftler der United States Antarctic Service Expedition (1939–1941) entdeckten und fotografierten ihn bei einem Überflug im Jahr 1940. Weitere Luftaufnahmen entstanden 1947 bei der Ronne Antarctic Research Expedition (1947–1948) unter der Leitung des US-amerikanischen Polarforschers Finn Ronne. Gemeinsam mit dem Falkland Islands Dependencies Survey (FIDS) nahmen Wissenschaftler dieser Expedition eine Kartierung vor Ort vor. Der FIDS benannte den Gletscher nach dem österreichischen Meteorologen und Ozeanographen Albert Defant (1884–1974), einem der Begründer der physikalischen Ozeanographie.